# Peter Kurze

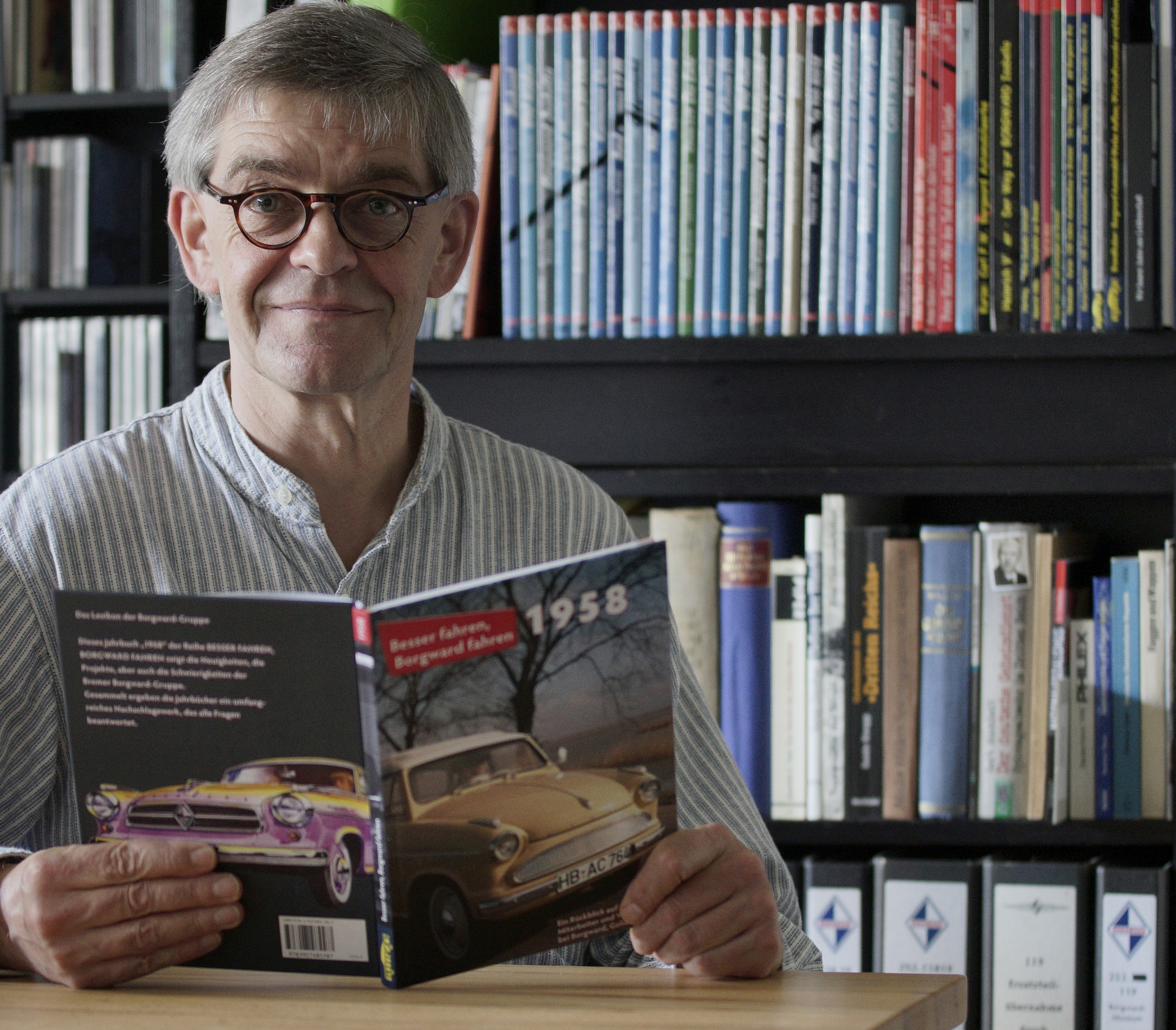
Peter Kurze, 2014

Peter Kurze (* 1955 in Bremen) ist ein deutscher Verleger und Autor. Er wurde durch seine Buchreihen zur Geschichte des Automobils bekannt.

## Leben und Wirken
Nach zwei einjährigen Praktika in einer Maschinenfabrik und einem Bremer Bankhaus studierte er Maschinenbau und später Betriebswirtschaft mit den Schwerpunkten Marketing und Unternehmensgeschichte. 1980 machte er sich mit dem Verkauf von Kfz-Oldtimer-Ersatzteilen und Oldtimer-Literatur selbstständig. 1987 schrieb Kurze sein erstes Buch. Es handelte vom VW-Kübel Typ 181. Ende der 80er-Jahre gehörte er zu den Gründern der Motorradfahrer-Zeitschrift GummikuH (ISSN 0936-921X), die von 1990 bis 1996 unter dem Titel GummikuH & Past perfect : vollendete Vergangenheit (ISSN 0944-3681) fortgeführt wurde.
1995 erwarb er das Bild-Archiv, bestehend aus Positiven, Negativen und den Nutzungsrechten, des Fotografen Gerhard Schammelt, der hauptsächlich Lloyd-, Mercedes-Benz- und VW-Fahrzeuge abbildete. Dieser Grundstock von annähernd 12.000 Bildern wurde durch den Kauf anderer Archive erweitert. So konnte Kurze die Nachlässe und die Rechte der Fotografen Paul Botzenhardt (deutsche und französische Automobile), Rudolf Dodenhoff (verschiedene Marken), Heinz Lutz (DDR-Fahrzeuge), Walter Richleske (Borgward), Hans Saebens (verschiedene Marken), Karl-Heinz Witte (Lloyd und Goliath) und Hermann Ohlsen (Architektur Bremen) erwerben. Heute umfasst sein Bildarchiv rund 150.000 Fotos von Automobilen aus den 1950er- und 1960er-Jahren sowie der Luftfahrtindustrie Bremens (Henrich Focke, Focke-Wulf) der 1920er- und 1930er-Jahre.
Kurze veröffentlicht seit 1996 die Buchreihe Autos aus Bremen (16 Bände), die die Historie der Bremer Kraftfahrzeugindustrie (Borgward, Hanomag, Mercedes-Benz) darstellt. Im Delius Klasing Verlag gab er die Reihe Bewegte Zeiten heraus, die verschiedene Automobile der 1950er-Jahre präsentiert.

## Werke (Auswahl)

### Als Autor

#### Bremer Kfz-Industrie
- Besser fahren, Borgward fahren – Band 1959. Verlag Peter Kurze, Bremen 2010, ISBN 978-3-927485-54-9.
- Besser fahren, Borgward fahren – Band 1958. Verlag Peter Kurze, Bremen 2014, ISBN 978-3-927485-58-7.
- Besser fahren, Borgward fahren – Band 1957. Verlag Peter Kurze, Bremen 2016, ISBN 978-3-927485-57-0.
- Besser fahren, Borgward fahren – Band 1956. Verlag Peter Kurze, Bremen 2018, ISBN 978-3-927485-56-3.
- Borgward Isabella – Vom Zeichenbrett zum Roll-out, Verlag Peter Kurze, Bremen 2020, ISBN 978-3-927485-08-2.
- Borgward Rennsportwagen – Einsatz und Technik (gemeinsam mit Bernhard Völker), Verlag Peter Kurze, Bremen 2021, ISBN 978-3-927485-17-4.
- Borgward Typenkunde. Goliath und Lloyd. Delius Klasing Verlag, Bielefeld 2009, ISBN 978-3-7688-2599-3.
- Auf Borgwards Spuren in Hastedt. Verlag Peter Kurze, Bremen 2012, ISBN 978-3-927485-81-5.
- Carl F. W. Borgward Automobilwerke. Verlag Peter Kurze, Bremen 2001, ISBN 3-927485-23-3.
- Genau genommen: Borgward P100. Verlag Peter Kurze, Bremen 2012, ISBN 978-3-927485-71-6.
- Prototypen und Kleinserienfahrzeuge der Borgward-, Goliath- und Lloyd-Werke. Verlag Peter Kurze, Bremen 2008, ISBN 978-3-927485-53-2.
- Spurensuche: Autoindustrie Bremen. Verlag Peter Kurze, Bremen 2000, ISBN 3-927485-26-8.
- Klaus Ebel und Peter Kurze: Borgwards Werk – Erinnerungen von Peter Borgward. Verlag Peter Kurze, Bremen 2022, ISBN 978-3-927485-33-4.
- Kurze/Schwerdtfeger: Autoland Bremen. Verlag Peter Kurze, Bremen 2009, ISBN 978-3-927485-04-4.
- Kurze/Neumann: 100 Jahre Automobilbau in Bremen: Die Hansa-Loyd- und Borgward-Ära. Verlag Peter Kurze, Bremen 2006, ISBN 3-927485-51-9.
- Kurze/Zwiener: 100 Jahre Automobilbau in Bremen: Die Hanomag- und Mercedes-Benz-Ära. Verlag Peter Kurze, Bremen 2007, ISBN 978-3-927485-52-5.
- Kurze/Kaack/Schwerdtfeger: Wir bauen Autos aus Leidenschaft · 75 Jahre Werk Bremen. Verlag Peter Kurze, Hgb. Daimler AG, Bremen 2014, ISBN 978-3-927485-70-9.

#### Andere Hersteller
- DKW-Meisterklasse. Delius Klasing Verlag, Bielefeld 2005, ISBN 3-7688-1646-X.
- Ford Taunus 17 M. Delius Klasing Verlag, Bielefeld 2007, ISBN 978-3-7688-1924-4.
- Kleinwagen der Fünfzigerjahre. Delius Klasing Verlag, Bielefeld 2008, ISBN 978-3-7688-2511-5.
- Mercedes-Benz 190-300 SE. Delius Klasing Verlag, Bielefeld 2006, ISBN 3-7688-1810-1.
- Kurze/Halwart Schrader: Mercedes-Benz/8 W 114/115. Delius Klasing Verlag, Bielefeld 2012, ISBN 978-3-7688-3510-7.
- Kurze/Halwart Schrader: Mercedes-Benz 180/190/219/220a. Delius Klasing Verlag, Bielefeld 2012, ISBN 978-3-7688-3864-1.
- Trabant. Delius Klasing Verlag, Bielefeld 2003, ISBN 3-7688-1476-9.
- Kurze/Halwart Schrader: VW-Bulli. Delius Klasing Verlag, Bielefeld 2010, ISBN 978-3-7688-3227-4.
- VW-Käfer. Delius Klasing Verlag, Bielefeld 2003, ISBN 3-7688-1477-7.
- Wartburg 311/312. Delius Klasing Verlag, Bielefeld 2008, ISBN 978-3-7688-2455-2.

#### Varia
- Kurze & Wagner: Klenk und das Phoenix-Komplott. Verlag Peter Kurze, Bremen 2023, ISBN 978-3-927485-88-4.
- Kurze/Stünkel/Ziesemer: Die Geschichte der Luftfahrt in Bremen. Bogenschütz-Verlag, Bremen 1996, ISBN 3-927485-03-9.
- Kaack/Kurze: Flugzeuge aus Bremen – Luftfahrtgeschichte der Hansestadt. Sutton, Erfurt 2015, ISBN 978-3-95400-472-0.
- Kaack/Kurze: Industrie in Bremen. Wartberg-Verlag, Gudensberg-Gleichen 2011, ISBN 978-3-8313-2322-7.
- Kurze/Steiner: Motorräder aus Zschopau – DKW, IFA, MZ. Delius Klasing Verlag, Bielefeld 1999, ISBN 3-89595-146-3.

#### YouTube
- Klenk und das Phoenix-Komplott - Eine Lesung
- Borgward 1956
- Borgward 1958
- Borgwards Hubschrauber
- Borgward Rennsportwagen

### Als Verleger

#### Bremer Kfz-Industrie
- Heinrich Völker: Der Weg zur Borgward Isabella. ISBN 978-3-927485-27-3.
- Engelbert Hartwig: Musste Isabella sterben? ISBN 978-3-927485-29-7.
- Harald Focke: Borgwards Hubschrauber. ISBN 978-3-927485-84-6.
- Gunther Riedel: Goliath Sport. ISBN 978-3-927485-75-4.
- Klaus Brandhuber: Borgward Automobil-Werke: Aufbau, Wirtschaftswunder und Konkurs. ISBN 978-3-927485-73-0.
- Heinrich Völker: Silberpfeile aus Bremen. ISBN 978-3-927485-43-3.

#### Andere Hersteller
- Detlef Lichtenstein: Pietro Frua und seine Autos. ISBN 978-3-927485-31-0.
- Ulrich Knaack: Renault 5. 2006, ISBN 3-927485-48-9.
- Wolfgang Simons: Das Umweltauto. ISBN 978-3-927485-15-0.
- Peter Witt: Autos und Motorräder zwischen Eisenach und Moskau. ISBN 978-3-927485-18-1.
- Wolfgang Schröder: AWO, MZ, Trabant und Wartburg. ISBN 978-3-927485-12-9.
- Jörn Fröhlich: AWO, Simson und EMW. ISBN 978-3-927485-25-9.

#### Varia
- Henrich Focke: Mein Lebensweg. 1996, ISBN 3-931148-91-2.
- Schwärzel/Lehmann: Firmenmuseen in Deutschland. ISBN 978-3-927485-12-9.
- Hartmut Schwerdtfeger/Erik Herlyn: Die Handels-U-Boote „Deutschland“ und „Bremen“. ISBN 978-3-931148-99-7.
- Sven Claußen/Ulf Kaack: Die Seenotkreuzer der DGzRS (Reihe). ISBN 978-3-927485-90-7.
- Enno Hansing: Hier liegen meine Gebeine, ich wollt' es wären Deine. ISBN 978-3-927485-11-2.